# بروميد التيتانيوم الثلاثي
 بروميد التيتانيوم الثلاثي (أو ثلاثي بروميد التيتانيوم) مركب كيميائي، له الصيغة TiBr3، ويوجد على شكل بلورات زرقاء مسودة.

## التحضير
يحضر هذا المركب من تفاعل بروميد التيتانيوم الرباعي مع الهيدروجين:
{\displaystyle \mathrm {2\ TiBr_{4}+H_{2}\longrightarrow 2\ TiBr_{3}+2\ HBr} }
أو من التفاعل المباشر مع عنصر التيتانيوم وفق تفاعل تناسب مشترك.

## الخواص
يوجد المركب في الشروط القياسية على هيئة صلب بلوري ذي لون أزرق مسود؛ وهو يشكل عدداً من المعقدات التناسقية في المحاليل.